# Páramo del Batallón
Páramo del Batallón es el nombre que recibe el espacio geográfico y el ecosistema más alto del Estado Táchira, en los Andes del país suramericano de Venezuela. Su límite norte es El Portachuelo al norte y El Hato al sureste, Cerro El Cedro y del Cerro Buena Vista el límite sur. En él se encuentran numerosas lagunas de origen periglaciar como: Las Lagunas Verdes, Las Morochas, El Cienagón, Laguna Grande, Laguna Hoyada Grande. En él se encuentra el Pico El Púlpito, que con sus 3942 m s. n. m. es la máxima altura del Estado Táchira. Nacen en este páramo el río Uribante, de la cuenca del Orinoco, y el río Grita, de la cuenca del lago de Maracaibo. Es un ecosistema de páramo, donde la planta predominante es el frailejón. Su altitud promedio es de 3507 metros sobre el nivel del mar.

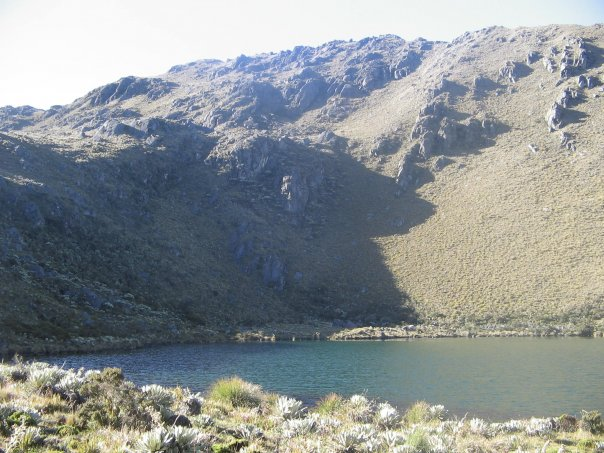
Añadir una leyenda aquí